# Oddział II Sztabu Generalnego Wojska Polskiego (LWP)
Oddział II Sztabu Generalnego Wojska Polskiego – organ wywiadu wojskowego działający w ramach struktur Sztabu Generalnego Wojska Polskiego ludowego Wojska Polskiego, istniejący w Polsce od 1945 do 1951 roku. Następnie przemianowany na Zarząd II Sztabu Generalnego Wojska Polskiego. Także od 17 lipca 1947 roku do 5 czerwca 1950 roku, Oddział II Sztabu Generalnego połączono z Wydziałem II Samodzielnym MBP, co utworzyło Departament VII Ministerstwa Bezpieczeństwa Publicznego, zajmujący się wywiadem. O II SG WP jest uznany za organ bezpieczeństwa państwa.

## Powołanie i przekształcenia organizacyjne Oddziału II
Powołanie w pełni wyspecjalizowanej instytucji wywiadu wojskowego nastąpiło 18 lipca 1945 roku. W ramach struktur Sztabu Generalnego Wojska Polskiego (SGWP) powstał oddział II (wywiadowczy). Powołany on został rozkazem organizacyjnym naczelnego dowódcy Wojska Polskiego nr 00177 z 18 lipca 1945 roku.
W okresie od 17 lipca 1947 do 5 czerwca 1950 Oddział II SG WP był połączony z Departamentem VII Ministerstwa Bezpieczeństwa Publicznego. 15 listopada 1951, rozkazem organizacyjnym numer 0088 ministra obrony narodowej, marszałka Polski Konstantego Rokossowskiego, Oddział II przekształcono w Zarząd II Sztabu Generalnego Wojska Polskiego, a podstawowe wydziały przeniesiono do rangi oddziałów. W chwili reorganizacji kadra liczyła 254 oficerów i 105 pracowników kadrowych.
Zakres terytorialny rozpoznania wywiadowczego rozszerzono na Norwegię, Hiszpanię, Portugalię, Grecję, Turcję oraz Izrael.

## Zarządzanie
Na czele Oddziału stał Szef,
byli nimi kolejno:
- płk Nikanor Gołosnicki ps. Ozga (lipiec – sierpień 1945)[3];
- płk Grigorij Domaradzki – VIII[4] 1945 – 19 XII 1945
- gen. bryg. Wacław Komar – 19 XII 1945 – 14 X 1950
- mjr Iwan Pieriemyszczew – 1950[5]
- p.o. gen. bryg. Konstantin Kasznikow 14 X 1950 – 15 III 1951
- płk Igor Suchacki 15 III 1951 – 10 IV 1953 – już jako szef Zarządu II

Oddział II podporządkowany początkowo pierwszemu Wiceministrowi Obrony Narodowej, a od marca 1950 roku Szefowi Sztabu Generalnego WP.
Byli nimi m.in.
- I Wiceministrowie ON
  - gen. dyw. Marian Spychalski – 30 X 1945 – 11 III 1949
  - gen. bryg. Edward Ochab – 11 III 1949 – 29 III 1950

- Szef Sztabu Generalnego WP
  - gen broni. Władysław Korczyc – III 1950 – 12 VIII 1952 – pod koniec jego kadencji Oddział II zamieniono na Zarząd II.

## Wpływy radzieckie na początkujące polskie służby specjalne Polski Ludowej
Uzależnienie i podległość polityczna RP AD 1944 i PRL wobec Związku Radzieckiego, które było widoczne na każdym kroku w Polsce po II WŚ, miało szczególne znaczenie w kierownictwie i strukturze administracyjnej służb specjalnych, w tym cywilnych MBP, jak i w wojskowych, w tzw. informacji wojskowej – Główny Zarząd Informacji WP, które były od podstaw budowane na wzór i pod dyktando ZSRR. Niczym innym nie różniły się służby podlegające pod sztab generalny, czy bezpośrednio pod Ministerstwo Obrony Narodowej.
Do listopada 1945 roku w centrali Oddziału II pracowało czterdziestu dwóch radzieckich oficerów, m.in. byli to żołnierze z kontrwywiadu wojskowego – Smiersz, radzieckiego wywiadu wojskowego GRU, oraz funkcjonariusze NKWD i zwykli oficerowie Armii Czerwonej. Obsadzali oni wszystkie kluczowe stanowiska, włącznie ze stanowiskiem szefa. W pierwszych latach powojennych Siły Zbrojne RP były w fazie kompletnej sowietyzacji, za prosty przykład czego można podać mianowanie Konstantego Rokossowskiego Marszałkiem Polski i osadzenie go na stanowisku Ministra Obrony Narodowej w listopadzie 1949 roku.
Jednak dzięki zatrudnieniu w późniejszych latach ponad stu polskich oficerów (będących agentami GRU GSz WS SSSR, INO NKWD SSSR itp.), nowe kierownictwo dokonało radykalnej przebudowy kadrowej.

## Zadania Oddziału II i piony główne
Najważniejszym zadaniem wywiadu wojskowego było m.in. zbieranie oraz analizy wszelkich informacji dotyczących potencjału militarnego, gospodarczego i technicznego głównych państw zachodnich, czyli m.in. takich jak Wielka Brytania, Stany Zjednoczone, Francja i Niemcy Zachodnie. Podstawowymi strukturami były: Pion Operacyjny, odpowiedzialny za zbieranie danych, oraz pion informacyjny, dokonujący analizy otrzymanych materiałów w celu opracowania raportów sytuacyjnych i specjalistycznych przewodników. Oddziałowi II podlegała także praca polskich ataszatów wojskowych za granicą. Do połowy 1949 roku utworzono dziesięć ataszatów wojskowych i zorganizowano podstawy sieci agenturalnej w Niemczech Zachodnich, Francji, Wielkiej Brytanii, Włoszech oraz na Bliskim Wschodzie. Większe trudności napotykano jedynie w Stanach Zjednoczonych, Belgii i Szwecji. Przystąpiono też do organizowania pierwszych rezydentur wywiadu nielegalnego.

## Wcielenie do MBP Dep. VII
Od 17 lipca 1947 roku do 5 czerwca 1950 roku, Oddział II Sztabu Generalnego WP połączono z Departamentem VII Ministerstwa Bezpieczeństwa Publicznego. We wrześniu 1949 roku w Departamencie VII MBP (wywiadzie) pracowało 186 oficerów operacyjnych.

## Struktura Oddziału II z lipca 1950 roku
W lipcu 1950 roku struktura Oddziału II Sztabu Generalnego WP przedstawiała się następująco:
Szefostwo:
- Szef
- Zastępca szefa
  - I doradca zastępcy szefa
  - II doradca zastępcy szefa
- Sekretariat
- Kancelaria ogólna
- Archiwum
- Biblioteka

Wydziały i podległe pod nie sekcje:
- Wydział I – rozpoznanie wojskowe bliskiego zasięgu (tzw. wywiad płytki)
- Wydział II – praca operacyjna (w krajach kapitalistycznych)
  - Sekcja I (rozpoznanie RFN i Austrii)
  - Sekcja II (rozpoznanie Stanów Zjednoczonych Ameryki)
  - Sekcja III (rozpoznanie Zjednoczonego Królestwa Wielkiej Brytanii i Irlandii Północnej i jej bliskowschodnich kolonii)
  - Sekcja IV (rozpoznanie – Francji, Belgii, Holandii oraz Szwajcarii)
- Wydział III – wywiad morski (z pozycji nabrzeżnych i statków handlowych), rozpoznanie terytorium Szwecji i Danii
- Wydział IV – analizy i sporządzanie raportów i przewodników wywiadowczych
- Wydział V – technika operacyjna
- Wydział VI – nadzór nad polskimi ataszatami wojskowymi (w krajach obozu socjalistycznego) oraz utrzymywanie oficjalnych kontaktów z attaché wojskowymi akredytowanymi w Warszawie
- Wydział VII – administracyjno-gospodarczy
- Wydział VIII – finansowy
- Wydział IX – personalny
- Biuro Szyfrów
- Kartoteka personalna – prowadzenie ewidencji tajnych współpracowników Oddz. II SG WP oraz ważnych osób w poszczególnych krajach kapitalistycznych
- Rezerwa personalna – (oficerowie bez aktualnego przydziału)
- Sekcja Specjalna[b] – kontrwywiad i praca agenturalno-operacyjna wśród personelu Oddz. II SG WP oraz osłona kontrwywiadowcza dla O.II.SG.
- Kurs Specjalny w Sulejówku

## Radzieccy doradcy
Do końca lat 40. XX w. w jednolitych strukturach wywiadu – Departamentu VII/Oddziału II pełniło służbę trzech radzieckich doradców. W grudniu 1949 na prośbę Bieruta Józef Stalin skierował dalszych czterech, z czego dwóch od marca 1950 roku pełniło faktycznie funkcję zastępców szefa.
Byli wśród nich gen.bryg. Konstantin Kasznikow (przyszły szef Oddziału II) oraz płk Andriej Biełajew.
Po ponownym rozdzieleniu wywiadu wojskowego i cywilnego zatrudniono kolejnych piętnastu oficerów radzieckiego wywiadu wojskowego – GRU. Zajmowali oni kierownicze stanowiska w Oddziale (następnie Zarządzie) aż do 1955 roku. Od 14 listopada 1950 roku obowiązki szefa Oddziału ponownie objął Rosjanin – gen. bryg. Konstantin Kasznikow.